# Numéronyme
 (indiquez la date de pose grâce au paramètre date).
 (octobre 2014).
Un numéronyme est un mot contenant des chiffres.

## Définition
Habituellement, un numéronyme est un mot où des chiffres sont utilisés pour créer une abréviation (à distinguer d'un acronyme). La prononciation des lettres et des chiffres peut être similaire au mot complet : « K7 » pour « cassette » (phonétiquement: « ka » + « sept »).
Les chiffres peuvent également former un nombre qui indique le nombre de lettres omises comme dans « i18n » pour « internationalisation ».
D'après Tex Texin, le premier numéronyme de cette sorte était « S12n », l'identifiant électronique donné par Digital Equipment Corporation (DEC) à l'employé Jan Scherpenhuizen par un administrateur système parce que son nom était trop long pour la taille acceptable des identifiants de l'époque. Les collègues de Jan trouvant aussi son nom difficile à prononcer l'ont vite rebaptisé « S12n ». L'utilisation de numéronymes de ce genre a dès lors commencé à faire partie de la culture d'entreprise chez DEC.
Le chiffre ou le nombre peut également mentionner le nombre de fois que la lettre avant ou après est répétée. Ceci est parfois utilisé pour représenter une suite de mots dans laquelle plusieurs mots consécutifs commencent par la même lettre, comme dans W3 (World Wide Web) ou W3C (World Wide Web Consortium).
Le concept d'incorporer des chiffres dans un mot est aussi utilisé en « Leet speak » (langage de l'élite). Les lettres sont alors remplacées par des chiffres qui y ressemblent comme dans « T4XI » ou « M4GIC ».

## Exemples
- 24/7 -  24 heures sur 24, 7 jours sur 7
- a16z - Andreessen Horowitz (la société d'investissement de Marc Andreessen, un des fondateurs de Netscape)
- G7 - Groupe des sept
- i18n - Internationalisation[2]
- a11y - Accessibilité
- W3 - World Wide Web
- W3C - World Wide Web Consortium
- Y2K - Passage informatique à l'an 2000[3]
- 15-M - Mouvement des Indignés
- 1-O - Référendum de 2017 sur l'indépendance de la Catalogne
- k8s - Kubernetes, un outil d'orchestration de conteneurs[4].
- 23-F - Tentative de coup d'État de 1981 en Espagne
- 20-N - Commémoration de la mort de Francisco Franco en Espagne